# Myrrhe

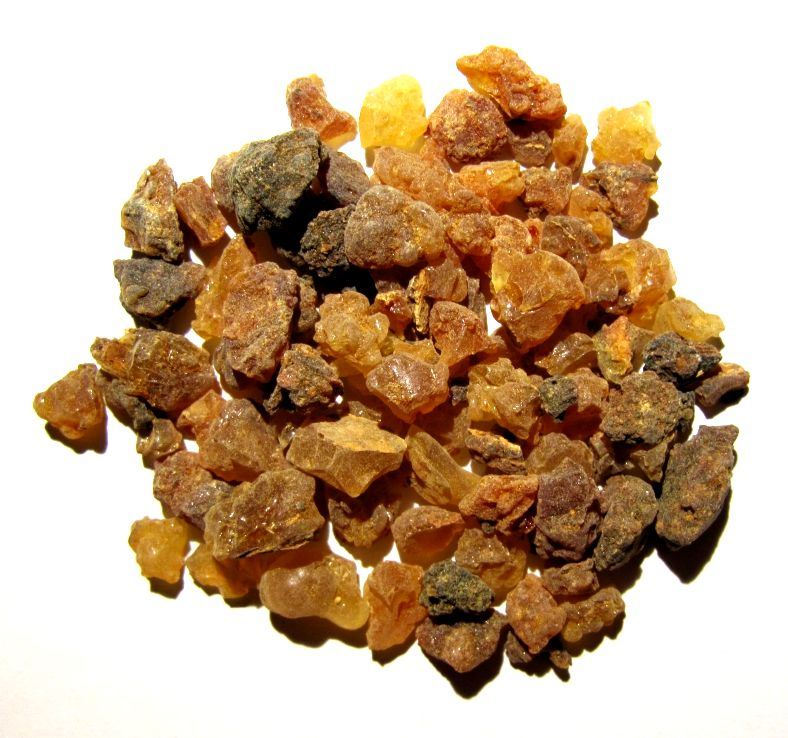
Myrrhenharz aus Oman

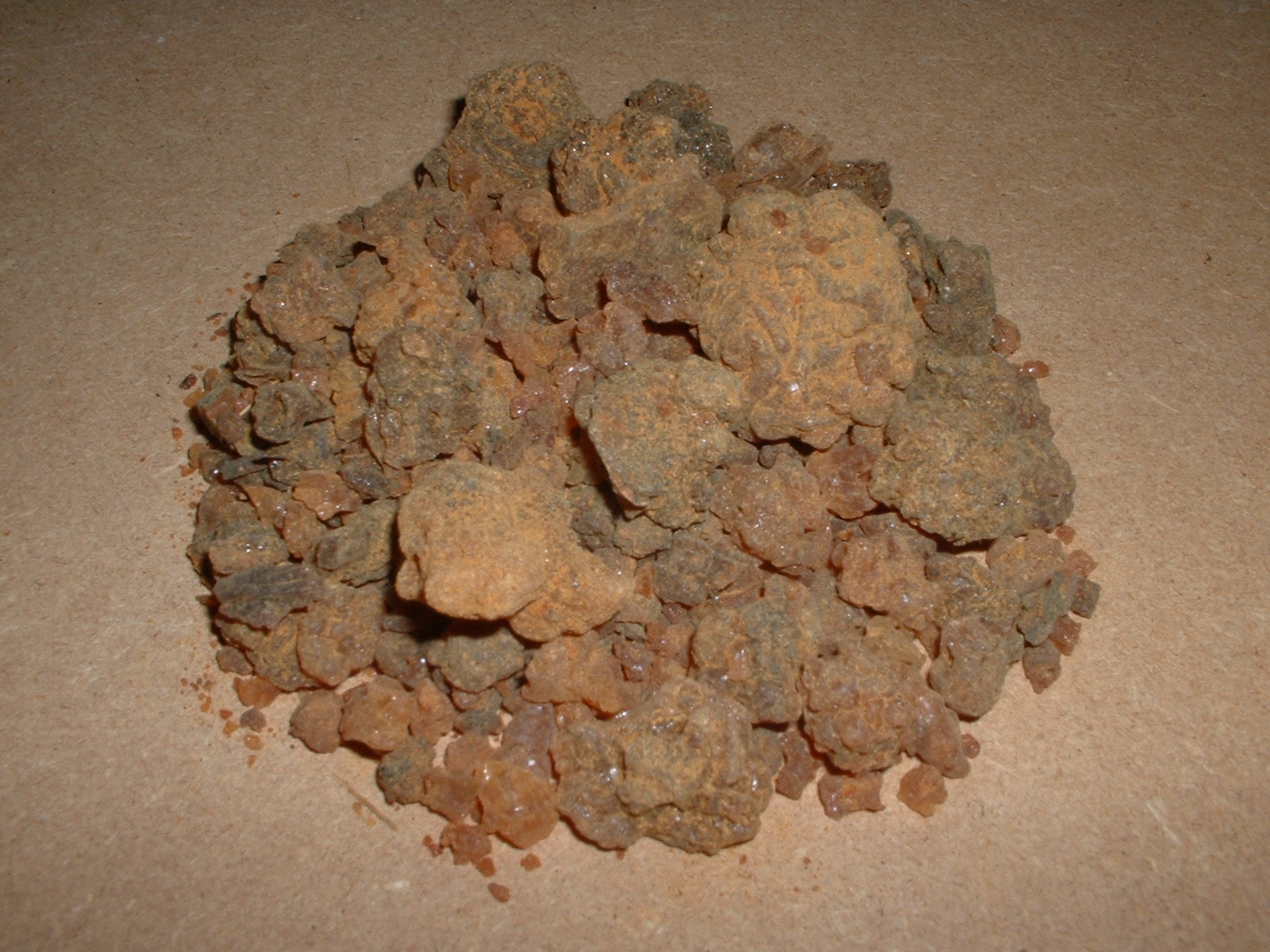
Myrrhe aus der Region Dhofar in Oman

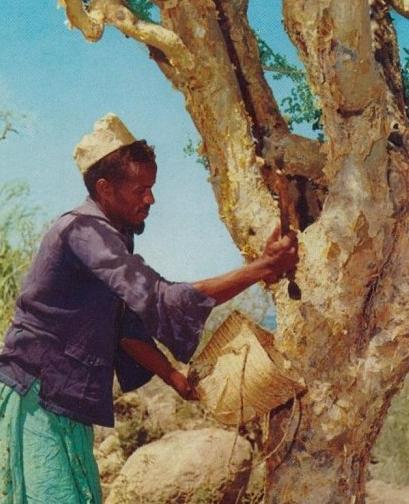
Sammeln des Harzes in Somalia

Myrrhe (veraltet Myrre von althochdeutsch myrra, mittelhochdeutsch mirre, wie lateinisch mirra von griechisch myrrha, entlehnt von der semitischen Sprachwurzel m-r-r, hierzu arabisch مر murr, hebräisch מֹר mōr, reichsaramäisch ܡܪܝܪܐ mriro „bitter“) oder Myrrhenharz ist das aromatische Gummiharz von mehreren Arten der Gattung Commiphora („Myrrhenstrauch“) aus der Familie der Balsambaumgewächse, in erster Linie Commiphora myrrha. 
Dieser bis zu drei Meter hohe, dornige Strauch wächst in Somalia. Andere Myrrhe produzierende Arten gedeihen in Südarabien (darunter Commiphora simplicifolia Schweinf., Commiphora foliacea Sprague) und Äthiopien (Commiphora habessinica (O.Berg) Engl., Commiphora hildebrandtii Engl.).

## Geschichte
Im alten Ägypten nutzte man bereits vor 3000 Jahren Myrrhe zur Einbalsamierung. Das getrocknete, gelb-braune Harzgranulat wird seit Jahrtausenden vor allem in Jemen, Äthiopien, Sudan und Somalia verwendet. Myrrhe ist Bestandteil von kultischen Salbungen (altgriechisch Χριστός, latinisiert „Christus“, hebräisch „Messias“ bedeutet „der Gesalbte“). Myrrhe wird seit der Antike unter anderem als Aphrodisiakum verwendet. Frauen und Männer benutzten es früher als Parfüm, Betten wurden vor dem Geschlechtsverkehr damit beträufelt. Aus dem Myrrhenharz (gemäß Avicenna mit aus bestimmten Aloen gewonnener „Aloe“ – etwa Aloe ferox – und Safran) wurden im Mittelalter in Europa „Pestpillen“ hergestellt und diesem auch eine fiebersenkende Wirkung zugesprochen.
Als erster europäischer Wissenschaftler beschrieb Christian Gottfried Ehrenberg 1829 den Myrrhestrauch, auf den er bei seiner Reise durch Südarabien 1826 gestoßen war.

### Mythologie
In der griechischen Mythologie wurde Smyrna, die Tochter des Priesters und Königs Kinyras von Zypern, von ihrem Vater geschwängert. Bei der Geburt ihres Kindes, des Adonis, verwandelte sie sich in einen Myrrhe-Baum. (Smyrna ist das griechische Wort für Myrrhe.)

### Bibel
Im Alten Testament findet sich eine Beschreibung für die Herstellung von Salböl: „Nimm dir Balsam von bester Sorte: fünfhundert Schekel erstarrte Tropfenmyrrhe, halb so viel, also zweihundertfünfzig Schekel, wohlriechenden Zimt, zweihundertfünfzig Schekel Gewürzrohr und fünfhundert Schekel Zimtnelken (Zimtblüten), nach dem Schekelgewicht des Heiligtums, dazu ein Hin Olivenöl, und mach daraus ein heiliges Salböl […]“ (Ex 30,23–25 ). Myrrhe war Bestandteil des Salböls, mit dem die Stiftshütte und die Priester im Tempel gesalbt wurden.
Das Neue Testament berichtet, dass die „Weisen aus dem Morgenland“ (griechisch μάγοι, mágoi) als Gaben Gold, Weihrauch und Myrrhe mitgeführt hätten (Mt 2,11 ). Diese achtungsbezeugenden Gaben waren seinerzeit sehr wertvoll. Bei der Grablegung Jesu spendete der Pharisäer Nikodemus hundert Pfund Aloe und Myrrhe (Joh 19,39 ). Auch beim Tod Jesu spielt Myrrhe eine Rolle. Von den Evangelienschreibern erzählt nur Markus, dass Jesus am Kreuz mit Myrrhe gemischter Wein angeboten wurde (Mk 15,23 ), den er aber ablehnte.

## Inhaltsstoffe
Offizinelle Myrrhe wird aus dem Stamm oder den Ästen von Commiphora myrrha oder anderer Commiphora-Arten gewonnen. Sie enthält 25 bis 40 % Harz mit Triterpenalkoholen, -säure und -estern. Ferner sind 2,5 bis 10 % ätherisches Öl enthalten, welches unter anderem Zimtaldehyd, Cuminaldehyd und Furanosesquiterpene vom Germacran-Typ wie bspw. den Geruchsträger  5-Acetoxy-2-methoxy-4,5-dihydrofuranodien-6-on enthält. Ferner sind verschiedene andere Furanosesquiterpene (Commiferin, Furanoeudesma-1,3-dien, Curzerenon u. a.) enthalten. Daneben kommen Schleimstoffe und Proteine als hydrophile Komponenten vor.

5-Acetoxy-2-methoxy-4,5-dihydrofuranodien-6-on
Furanoeudesma-1,3-dien
Curzerenon
Commiferin

## Verwendung

### Räucherwerk
Myrrhe wird ähnlich wie Weihrauch als Räucherwerk verbrannt. Schon früh war eine konservierende Wirkung, etwa im Circa instans um 1150, bekannt.

### Medizin
In der mittelalterlichen Medizin fand das Myrrhenharz etwa Anwendung bei der Behandlung von Wunden, wobei man weiße und rote Sorten unterschied.
Heute hat Myrrhe in Form der äußerlich anzuwendenden Myrrhentinktur Bedeutung bei Entzündungen der Haut und Mundschleimhaut: Sie ist desinfizierend, zusammenziehend und fördert die Narbenbildung, darüber hinaus besitzt sie blutstillende Wirkung. Der Ausschuss für pflanzliche Arzneimittel der europäischen Arzneimittelagentur (EMA) hat für den Gebrauch der Myrrhentinktur als traditionelles pflanzliches Arzneimittel in diesen Anwendungsgebieten eine Monografie verfasst.
Innerlich wird Myrrhe bei Darmerkrankungen eingesetzt. Untersuchungen in Zellkultur an der Universität Leipzig haben gezeigt, dass die Arzneipflanze auch einen stabilisierenden Einfluss auf die Mastzellen im Darm haben kann. Diese Zellen können Durchfall und Darmbewegungsstörungen auslösen und werden unter anderem mit der Entstehung von Reizdarm-Beschwerden in Verbindung gebracht. Weitere in-vitro-Untersuchungen im Zellmodell liefern Hinweise darauf, dass Myrrhe eine stabilisierende Wirkung direkt auf die Tight Junctions des Darmepithels ausübt und so den Schutz durch die Darmbarriere unterstützt.
Außerdem wirkt sie dem vermehrten Absterben der Darmzellen während eines Entzündungsprozesses entgegen und fördert so ein Abheilen der Darmschleimhaut.
Im Tierversuch reduzierte Myrrhe im Darm entzündungsfördernde Prozesse und vermochte dort die Bildung freier Radikale zu vermindern und somit das antioxidative Schutzsystem zu verstärken. Mit einer Kombination von Myrrhe, Kaffeekohle und Kamille konnte in einer randomisierten kontrollierten Studie (RCT) der Kliniken Essen-Mitte gezeigt werden, dass die Anwendung zur Erhaltung der remissionsfreien (beschwerdefreien) Phase bei Colitis ulcerosa vergleichbar wirksam waren wie das synthetische Standardarzneimittel Mesalazin. Aufgrund dieser Studie empfiehlt die aktuelle S3-Leitlinie „Colitis ulcerosa“ die Kombination komplementär in der remissionserhaltenden Behandlung.
Der interdisziplinäre Studienkreis Entwicklungsgeschichte der Arzneipflanzenkunde hat die Stammpflanze Commiphora myrrha aufgrund ihrer Bedeutung in der Medizingeschichte, der weitreichenden wissenschaftlichen Erforschung und ihrem Potential als wirksame Darmarznei zur Arzneipflanze des Jahres 2021 gewählt.

### Parfümerie
Myrrhe (Commiphora spp.) und Opopanax (Harz von Commiphora spp., insbesondere auch Opopanax spp.) zeichnen sich durch einen leicht würzig-süßen Duft von balsamischer Feinheit aus und werden gerne in der Parfümerie eingesetzt. Während das Harz eher als fixierende Komponente verwendet wird, wirkt das durch Wasserdampfdestillation gewonnene Öl bereits in der Kopfnote.